# Dhariwal
Dhariwal es un municipio de la India situado en el distrito de Gurdaspur, en el estado de Punyab. Según el censo de 2011, tiene una población de 16 772 habitantes.